# معلاقة متطاولة
معلاقة متطاولة (الاسم العلمي:Podocarpus elongatus) هي نوع من النباتات تتبع جنس المعلاقة من الفصيلة المعلاقية.